# Whakamoke guacamole
Whakamoke guacamole – gatunek pająka z rodziny Malkaridae i podrodziny Tingotinginae. Występuje endemicznie na Nowej Zelandii.

## Taksonomia
Gatunek ten opisany został po raz pierwszy w 2020 roku przez Gustava Hormigę i Nikolaja Scharffa na łamach Invertebrate Systematics w ramach rewizji taksonomicznej nowozelandzkich Malkaridae. Jako miejsce typowe wskazano Mataitai Forest.

## Morfologia
Samice osiągają od 3,06 do 4,15 mm, a samce 3,06 mm długości ciała. Prosoma jest ciemnobrązowa, w widoku bocznym prostokątna, pozbawiona podziału na część głowową i tułowiową. U samic prosoma ma od 1,26 do 1,54 mm długości i od 1,08 do 1,24 mm szerokości, zaś u samców od 1,25 do 1,41 mm długości i od 0,96 do 1,13 m szerokości. Jamka karapaksu wykształcona jest w postaci słabej, podłużnej linii osiągającej około 0,2 jego długości. Wszystkie oczy oddalone są od siebie na odległości mniejsze niż ich średnice. Oczy środkowych par rozstawione są na planie czworokąta o przedniej krawędzi tak szerokiej jak tylna. Wysokość nadustka jest od 2,6 do 2,8 razy większa od średnicy oczu pary przednio-środkowej. Szczękoczułki mają dwa zęby na krawędzi przedniej, dwa zęby na krawędzi tylnej i niewielką nabrzmiałość w części nasadowej od strony przedniej. Sternum jest tarczowate. Odnóża pierwszej pary mają uda od 1,4 do 1,6 raza dłuższe od karapaksu. Opistosoma (odwłok) ma ciemnobrązowe, silnie zesklerotyzowane skutum i brązowe dyski ze szczecinkami.
Nogogłaszczki samca mają stępione na szczycie cymbium, faliste i zwężone ku szczytowi w szpic paracymbium, silnie nabrzmiały u nasady oraz sfalowany i blaszkowaty w szczytowej ⅓ embolus zataczający ¾ okręgu wokół tegulum oraz zakrywający ⅔ długości embolusa wyrostek sierpowaty konduktora. Samica ma epigynum o części środkowej zaopatrzonej w okrągły i pozbawiony przegrody środkowej otwór. Przewody kopulacyjne prowadzą do kulistych zbiorników nasiennych o kolczastych wnętrzach, z których przewody zapładniające wychodzą ogonowo.

## Ekologia i występowanie
Pająk ten lasy liściaste, w tym zdominowane przez bukany, lasy nadbrzeżne oraz wtórny busz. Prowadzi skryty tryb życia. Bytuje w ściółce. 
Gatunek ten występuje endemicznie na Nowej Zelandii. Zamieszkuje głównie Wyspę Północną, zwłaszcza jej północną część, jednak znany jest także z północnego skraju Wyspy Południowej. 